# Bambus-Fingerratte
Die Bambus-Fingerratte (Kannabateomys amblyonyx) ist ein Nagetier in der Familie der Stachelratten. Die Art bildet die monotypische Gattung Kannabateomys.

## Merkmale
Im Gegensatz zu vielen anderen Stachelratten besitzt die Bambus-Fingerratte ein weiches Fell, ohne Borsten oder Stacheln. Die Beschreibung der Fellfarbe variiert zwischen den vorhandenen Abhandlungen. Laut Nowak (1999) dominieren oberseits gelbbraune Farbtöne mit einer orangen Schattierung, während die Unterseite hellbraun bis weiß ist. Dagegen beschreiben Eisenberg & Redford (1992) die Fellfarbe auf der Rückenmitte als agouti graubraun, auf den Körperseiten als rotbraun sowie auf dem Bauch und an den Seiten des Gesichtes als rosa. Die Schnauze ist durch eine annähernd viereckige Form und durch lange Vibrissen gekennzeichnet. Typisch ist weiterhin der an der Basis gut behaarte Schwanz, der im mittleren Bereich nur mit kurzen Haaren bedeckt ist und in einer pinselartigen Quaste endet.
Die Bambus-Fingerratte erreicht eine Kopf-Rumpf-Länge von 23 bis 34,7 cm, eine Schwanzlänge von 30 bis 42 cm sowie ein Gewicht von 350 bis 570 g. Der deutsche Name bezieht sich auf die lange und breite Form des dritten und vierten Fingers sowie der dritten und vierten Zehe. Alle Finger und Zehen besitzen flache Nägel. Weitere Unterschiede zu den nahe verwandten Arten der Gattung Dactylomys gibt es im Aufbau des Zahnschmelzes.

## Verbreitung
Dieses Nagetier lebt im Südosten Brasiliens und in angrenzenden Bereichen Paraguays, Uruguays sowie Argentiniens. Als Habitat dienen Wälder mit einem Unterwuchs aus Bambus in der Nähe des Atlantiks, tropische und subtropische Regenwälder, Lorbeerwälder, Galeriewälder und kleinere Gebiete, die mit Bambus bedeckt sind.

## Lebensweise
Die Bambus-Fingerratte wird meist einzeln oder in Paaren angetroffen. Die Individuen etablieren ein Revier, wobei sich Reviere unterschiedlicher Geschlechter überlappen. Als Nahrung dienen Blätter und junge Triebe von Bambuspflanzen sowie von anderen Gewächsen. Die Tiere klettern überwiegend in Bäumen oder im Bambusgestrüpp und bauen ein größeres Nest im Geäst.
Dieses Nagetier ist hauptsächlich von der Abend- bis zur Morgendämmerung aktiv, kann jedoch vereinzelt am Tage auf Nahrungssuche gehen. Für die Art wird allgemein eine monogame Fortpflanzung angegeben. Da im Revier eines Männchens mehrere Weibchen vorkommen ist eine polygyne Fortpflanzung nicht ganz auszuschließen. Die Paarungsbereitschaft des Weibchens ist an keine Jahreszeit gebunden und pro Wurf kommen ein bis drei Jungtiere vor. Die Aufzucht der Nachkommen erfolgt durch Weibchen und Männchen gemeinsam.
Die Bambus-Fingerratte wird vermutlich vom Haubenkapuziner (Sapajus apella) gejagt, obwohl eine Tötung noch nicht beobachtet wurde.

## Status
Gebietsweise können Waldrodungen, Brände oder freilaufende Hunde eine Bedrohung für die Bambus-Fingerratte darstellen. Der Gesamtbestand gilt laut IUCN als nicht gefährdet (Least Concern).